# Wirtschaft Irlands
Die Wirtschaft Irlands ist stark exportabhängig, wichtige Handelspartner sind die USA und das Vereinigte Königreich. Bis 2008 gab es in Irland ein überdurchschnittliches Wirtschaftswachstum. Irland wurde von den Folgen der Finanzkrise 2008 auf die Realwirtschaft stärker getroffen als andere Volkswirtschaften. 
2015 wuchs das irische Bruttoinlandsprodukt um 7,8 %, womit Irland das stärkste Wirtschaftswachstum eines EU-Staates und das sechstgrößte Wirtschaftswachstum der Welt hatte.

## Wirtschaftsstruktur

### Finanzwirtschaft

#### Bankensektor
Das Finanzsystem wird dominiert durch die Bankengruppe Allied Irish Banks, die Bank of Ireland, die Ulster Bank (Tochterunternehmen der Royal Bank of Scotland Group) und die National Irish Bank (Tochterunternehmen der Danske Bank). Die Irish Life and Permanent ist im Bankgeschäft und auch im Versicherungsgeschäft bedeutend. 

#### Börse
An der Euronext Dublin in Dublin sind rund 50 Unternehmen gelistet. Der Leitindex der Volkswirtschaft ist der ISEQ Overall Index, welcher vom ISEQ 20 ergänzt wird.

#### Staatsfonds
Der Irische Staat verfügt über den Ireland Strategic Investment Fund, den Staatsfonds des Landes.

### Luftfahrt
In Irland beheimatete Fluggesellschaften sind beispielsweise Ryanair, Aer Lingus, Aer Arann, Air Contractors und das Tochterunternehmen Cityjet der Air France. Die 1985 gegründete Ryanair stieg mit zunehmender Deregulierung der zivilen Luftfahrt innerhalb der EU – etwa im Zuge des Open-Skies-Abkommens – zur größten Billigfluggesellschaft Europas auf.

### Agrarindustrie
Rindfleisch und Milchprodukte sind mit etwa 60 % die wichtigsten landwirtschaftlichen Exportprodukte. Im Jahr 2002 wurden 445.000 Tonnen Rindfleisch im Wert von 1.185 Millionen € exportiert; Irland war damit der größte Exporteur von Rindfleisch in der EU und einer der größten in der Welt.
Das 1961 gegründete Irish Dairy Board, die Marketing-Organisation der irischen Milchwirtschaft, wirbt in vielen Ländern für irische Milchprodukte.
Das Unternehmen Kerry Group ist das bedeutendste irische Unternehmen in der Nahrungsmittelindustrie. Es ist der Weltmarktführer für Nahrungsmittelzusatzstoffe und Aromen, aber auch ein wichtiger Hersteller von Markenprodukten für den irischen und britischen Markt.

### Bergbau und Gasförderung
In Irland befinden sich einige der größten Blei-Zink-Lagerstätten Europas. Sie werden in mehreren Bergwerken abgebaut  (Galmoy, Lisheen und vor allem Tara Mines bei Navan, früher Silvermines und Tynagh).
Irland produzierte 2009 386.000 Tonnen Zink; bis 2015 sank die Produktion stark.
Ein wichtiges Erdgasfeld ist das Corrib-Gasfeld.
Das Kinsale-Erdgasfeld in der Keltischen See (englisch Kinsale Head gas field) wurde von 1971 bis 2020 ausgebeutet. In seiner Nähe wurde 2012 das Gas-/Erdölfeld Barryroe gefunden. Ob dort jemals gefördert wird, ist (Stand 2023) ungewiss.
Einige kleinere, international operierende Rohstoffunternehmen haben ihren Sitz in Irland.

### Energie
Die einzige Erdölraffinerie Irlands befindet sich in Whitegate bei Cork. Die Whitegate-Raffinerie ist mit 3 Mio. Jahrestonnen eine relativ kleine Raffinerie; sie wird vom kanadischen Unternehmen Irving Oil betrieben.

### Tourismus
Irland wurde 2016 von über 9,5 Mio. Touristen besucht (Platz 39 der meistbesuchten Länder weltweit) und nahm damit 5,2 Milliarden US-Dollar ein. Die meisten Touristen kamen aus Großbritannien, den USA und vom europäischen Festland. In Irland gibt es zwei UNESCO-Welterbestätten: Skellig Michael und Brú na Bóinne.
Wichtigste Destination ist die Hauptstadt Dublin. 

### Pharmazeutische Industrie
Die Pharmazeutische Industrie ist für über die Hälfte der Exporte Irlands verantwortlich.

## Wirtschaftsdaten
Die irische Wirtschaft konnte sich nach einem Einbruch während der Finanzkrise wieder erholen. Das ungewöhnlich hohe Wirtschaftswachstum von 24,4 % im Jahre 2015 beruht zu einem großen Anteil auf dem Kauf des irischen Medizintechnik-Unternehmens Covidien durch dessen US-amerikanischen Konkurrenten Medtronic, wobei der zukünftige Unternehmenssitz sich in Dublin befinden soll. Der Hintergrund für die Wahl des Unternehmenssitzes dieses Unternehmens und weiterer multinationaler Unternehmen in Irland ist die Steuervermeidung, genannt „Double Irish With a Dutch Sandwich“. Wegen dieses Unternehmenskaufs ist auch die Staatsschuldenquote Irlands im selben Jahr erheblich zurückgegangen. Wie die wirtschaftliche Lage der Iren sich ohne derartiger unternehmerischer Entscheidungen darstellt, ist weitgehend unklar und in Irland viel diskutiert.
Veränderung des Bruttoinlandsprodukts (BIP), real
| Jahr                     | 2003 | 2004 | 2005 | 2006 | 2007 | 2008 | 2009 | 2010 | 2011 | 2012 | 2013 | 2014 | 2015 | 2016 | 2017 | 2018 | 2019 | 2020 | 2021 |
| Veränderung in % gg. Vj. | 3,0  | 4,6  | 6,0  | 5,5  | 5,2  | −3,9 | −4,6 | 1,7  | 0,8  | 0,0  | 1,1  | 8,6  | 24,4 | 2,0  | 9,0  | 8,5  | 5,4  | 6,2  | 13,6 |

Entwicklung des BIP (nominal), Eurostat
| absolut (in Mrd. Euro) | absolut (in Mrd. Euro) | absolut (in Mrd. Euro) | absolut (in Mrd. Euro) | je Einwohner (in Tsd. Euro) | je Einwohner (in Tsd. Euro) | je Einwohner (in Tsd. Euro) | je Einwohner (in Tsd. Euro) |
| ---------------------- | ---------------------- | ---------------------- | ---------------------- | --------------------------- | --------------------------- | --------------------------- | --------------------------- |
| Jahr                   | 2014                   | 2015                   | 2016                   | Jahr                        | 2014                        | 2015                        | 2016                        |
| BIP in Mrd. €          | 194,5                  | 262,0                  | 275,5                  | BIP je Einw. (in Tsd. €)    | 42,2                        | 56,4                        | 58,8                        |

Entwicklung des Außenhandels (GTAI)
| in Mrd. Euro und seine Veränderung gegenüber dem Vorjahr in Prozent | in Mrd. Euro und seine Veränderung gegenüber dem Vorjahr in Prozent | in Mrd. Euro und seine Veränderung gegenüber dem Vorjahr in Prozent | in Mrd. Euro und seine Veränderung gegenüber dem Vorjahr in Prozent | in Mrd. Euro und seine Veränderung gegenüber dem Vorjahr in Prozent | in Mrd. Euro und seine Veränderung gegenüber dem Vorjahr in Prozent | in Mrd. Euro und seine Veränderung gegenüber dem Vorjahr in Prozent |
| ------------------------------------------------------------------- | ------------------------------------------------------------------- | ------------------------------------------------------------------- | ------------------------------------------------------------------- | ------------------------------------------------------------------- | ------------------------------------------------------------------- | ------------------------------------------------------------------- |
|                                                                     | 2014                                                                | 2014                                                                | 2015                                                                | 2015                                                                | 2016                                                                | 2016                                                                |
| Mrd. €                                                              | % gg. Vj.                                                           | Mrd. €                                                              | % gg. Vj.                                                           | Mrd. €                                                              | % gg. Vj.                                                           |                                                                     |
| Exporte                                                             | 60,7                                                                | +11,8                                                               | 69,0                                                                | +13,7                                                               | 69,5                                                                | +0,7                                                                |
| Importe                                                             | 91,8                                                                | +4,5                                                                | 111,7                                                               | +21,7                                                               | 116,4                                                               | +4,2                                                                |
| Saldo                                                               | +31,8                                                               |                                                                     | +42,7                                                               |                                                                     | +46,9                                                               |                                                                     |

Haupthandelspartner Irlands (2016), Quelle: GTAI
| Export (in Prozent) nach | Export (in Prozent) nach | Import (in Prozent) von | Import (in Prozent) von |
| ------------------------ | ------------------------ | ----------------------- | ----------------------- |
| Vereinigte Staaten       | 26,2                     | Vereinigtes Königreich  | 29,3                    |
| Vereinigtes Königreich   | 12,8                     | Vereinigte Staaten      | 15,5                    |
| Belgien                  | 12,7                     | Frankreich              | 12,7                    |
| Deutschland              | 6,7                      | Deutschland             | 10,3                    |
| Schweiz                  | 5,5                      | Niederlande             | 4,8                     |
| Niederlande              | 5,1                      | Volksrepublik China     | 4,0                     |
| Frankreich               | 4,2                      | Belgien                 | 2,4                     |
| sonstige Länder          | 26,8                     | sonstige Länder         | 21,1                    |

Staatsverschuldung und Haushaltssaldo 2005–2017
| Jahr               | 2005   | 2006   | 2007   | 2008   | 2009    | 2010    | 2011    | 2012    | 2013    | 2014    | 2015   | 2016   | 2017   |
| Staatsverschuldung | 26,1 % | 23,6 % | 23,9 % | 42,4 % | 61,7 %  | 86,3 %  | 109,6 % | 119,5 % | 119,5 % | 105,3 % | 78,7 % | 75,4 % | 68,0 % |
| Haushaltssaldo     | 1,6 %  | 2,8 %  | 0,3 %  | −7,0 % | −13,8 % | −32,1 % | −12,6 % | −8,0 %  | −5,7 %  | −3,7 %  | −2,0 % | −0,9 % | −0,4 % |
| Quelle: Eurostat   |        |        |        |        |         |         |         |         |         |         |        |        |        |

## Wirtschaftsgeschichte

### Die ersten 10 Jahre
Mit dem Anglo-Irischen Vertrag vom Dezember 1921 entstand der Irische Freistaat. William Thomas Cosgrave (von 1922 bis 1932), Vorsitzender der Partei Cumann na nGaedheal, verfolgte eine relative Freihandelspolitik. Irland war damals weitgehend ein Agrarstaat. Zur Unterstützung der Landwirtschaft wurden 1926 die Irish Sugar Manufacturing Company und im September 1927 die Agricultural Credit Corporation gegründet. Die irische Währung war an das Britische Pfund gebunden, auch in der Zeit der Weltwirtschaftskrise, als die wenigen Industrieunternehmen des Landes in Probleme gerieten.

### Der autarke Staat
Ab 1932 waren die Regierungen stärker auf die wirtschaftliche und politische Unabhängigkeit des Landes bedacht. Taoiseach Éamon de Valera führte hohe Importzölle im Verlauf des Anglo-Irischen Handelskrieges (1932 bis 1938) ein, was der Agrarindustrie massiv schadete. Die durchschnittlichen Zollabgaben stiegen von 9 Prozent 1931 auf 45 Prozent 1936. Anderseits profitierte die städtische Bevölkerung von diesen Maßnahmen, die Industrieproduktion stieg zwischen 1931 und 1938 um 46,1 Prozent. Allerdings verlangte das 1932 erlassene Gesetz, Control of Manufactures Act, dass die Kapitalmehrheit an Unternehmen in irischer Hand liegen müsse. Auch wurden bis in die 1970er Jahre Unternehmen vom Staat aufgekauft und weiter geführt oder es wurde eine staatliche Beteiligung erworben. Dazu gehörten beispielsweise die Agrarbank ACCBank (1927), Irish Sugar (1933) Aer Lingus (1936), der Lebensversicherer Irish Life (1939), Irish Steel (1947) und das Erdgasunternehmen Bord Gáis (1975). Die Wirtschaftspolitik der sich mehrmals abwechselnden Ministerpräsidenten Éamon de Valera und John A. Costello (von 1932 bis 1959) war wenig erfolgreich. In den Jahren von 1948 bis 1952 erhielt Irland durch den Marshallplan technische Hilfe, Kredite und Zuschüsse im Wert von insgesamt 146,2 Millionen US-Dollar.

### Die irische Wirtschaft im Wandel
In den 1950er Jahren betrug das Wirtschaftswachstum unter 2 Prozent und über 400.000 Iren (3 Mio. Bewohner) emigrierten.
Seit 1955 gab es erste Anstrengungen ausländische Investitionen ins Land zu holen, um von Irland aus leichter nach Großbritannien und in die anderen Commonwealth-Länder zu exportieren. Deutsche Unternehmen gehörten damals mit zu den größten Investoren. 1958 wurde das Control of Manufactures Act in der Hinsicht abgeändert, dass exportorientierte Industrieunternehmen mehrheitlich nicht mehr unter irischer Kontrolle stehen mussten. Die Regierung von Seán Lemass (von 1959 bis 1966) förderte die wirtschaftlichen Beziehungen mit dem Ausland, da 1959 noch 75 Prozent aller Exporte in das Vereinigte Königreich gingen. So trat Irland 1960 dem Allgemeinen Zoll- und Handelsabkommen (GATT) bei und das Anglo-Irish Free Trade Agreement wurde am 15. Dezember 1965 unterzeichnet.
Der erste Aufnahmeantrag vom 31. Juli 1961 der Europäischen Gemeinschaft (EG) beizutreten scheiterte. Das Beitrittsgesuch zur Europäischen Gemeinschaft vom 10. Mai 1967 war dagegen erfolgreich und so konnten im Juni 1970 die Vertragsverhandlungen beginnen. Am 22. Januar 1972 wurde der Vertrag mit der EG unterzeichnet und in einem Referendum bestätigt. Irland, Großbritannien und Dänemark traten der EG zum 1. Januar 1973 bei.
Der feste Wechselkurs zwischen dem irischen Pfund, der bis 2001 bestehenden irischen Währung, und dem britischen Pfund von eins zu eins (seit 1928) wurde mit der Mitgliedschaft Irlands im Europäischen Währungssystem am 30. März 1979 aufgehoben. Für Irland war das problematisch, da 1978 noch etwa 50 Prozent aller Exporte und Importe auf das Vereinigte Königreich entfielen.
In den späten 1970er und den frühen 1980er Jahren führte die zweite Ölpreiskrise (1979/80) zu einem Rückgang des Wirtschaftswachstums. In den Jahren 1977 und 1978 war die Wirtschaft noch um über 7 Prozent gewachsen, bis 1982 wuchs sie um 2 bis 3 Prozent, 1983 sank das BIP um 0,24 Prozent. Die Inflation stieg von etwas über 10 Prozent 1979 auf etwa 20 Prozent, wo sie bis 1983 verweilte. Ab 1985 war sie unter 5 Prozent. Durch die schwache wirtschaftliche Entwicklung, ineffektive Ausgaben und die Abschaffung der Vermögensteuer 1978 stieg die Staatsverschuldung unter der Regierung von Jack Lynch und ihren Nachfolgern stark an. Als Reaktion auf die Krise kürzten seine Nachfolger Charles J. Haughey und Garret FitzGerald die Ausgaben und erhöhten die Steuersätze für die Einkommen von Angestellten deutlich. Der geringste Einkommensteuertarif wurde abgeschafft, wodurch bereits Geringverdiener 35 Prozent Steuern auf ihr Einkommen zahlen mussten. Durch die Steuereinnahmen wurden allerdings auch große Bildungsprogramme finanziert, besonders im später wirtschaftlich bedeutenden Sektor der Kommunikationstechnologie.

### Keltischer Tiger
Zwischen 1995 und 2007 wuchs das BIP Irlands um durchschnittlich 6 Prozent pro Jahr, weshalb Irland in Analogie zu den Tigerstaaten Südostasiens, dem Sammelbegriff für Südkorea, Singapur, Hongkong und Taiwan, manchmal auch für Malaysia und die Philippinen, als „keltischer Tiger“ bezeichnet wurde. Die Entwicklung des BIP wurde stark durch ausländische Direktinvestitionen in Irland geprägt. Insbesondere aus den USA kam es auf der Suche nach einem Standort für den Export in den europäischen Wirtschaftsraum zu Investitionen in Irland. Ab 1989 investierten Unternehmen wie Dell, Intel und Microsoft in Irland, und es bildeten sich ab den frühen 1990er Jahren Cluster der Kommunikationstechnologie-Branche. Der irischen Regierung gelang es durch die neuen Einnahmen auch, die Staatsverschuldung zu verringern. Sie sank von über 90 Prozent des BIP 1993 auf unter 50 Prozent 1999. In den 1990ern wurde zur Anwerbung ausländischer Firmen auch die Unternehmenssteuer deutlich gesenkt. Der Standardtarif sank von 40 Prozent (1995) bis auf 12,5 Prozent im Jahr 2003. Es wurde zudem ein ermäßigter Tarif für Produktionsstätten von 10 Prozent eingeführt (heute auf 12,5 Prozent vereinheitlicht, was immer noch einen der geringsten Werte innerhalb der EU bedeutet).
Allerdings war das BIP künstlich erhöht, da Gewinne von den Unternehmen aufgrund der geringen Steuersätze teils nur buchhalterisch nach Irland verschoben werden und nicht wirklich ins Land fließen. Das inflationsbereinigte Pro-Kopf-BIP stieg auf einen der höchsten Werte in der EU. Das Bruttonationaleinkommen stieg weniger stark an, unter anderem die Arbeitslosigkeit nahm jedoch tatsächlich ab (2000–2007 betrug sie rund 5 Prozent). Durch den 2000 eingeführten gesetzlichen Mindestlohn liegt das monatliche Einkommen bei erwachsenen Vollzeitangestellten nicht unter 1.183 Euro.
Es kam ab den späten 1990ern zu größerer Immigration nach Irland. Viele Iren gingen zurück nach Irland, und insbesondere nach der EU-Osterweiterung kamen aus Osteuropa viele Einwanderer. Die Bevölkerung stieg von 3,789 Mio. Einwohnern im Jahr 2000 auf 4,339 Mio. Einwohner im Jahr 2007.
Bedingt durch anhaltend niedrige Zinsen und geringe Regulierung der Banken wurde ab Mitte der 1990er Jahre zunehmend in kreditfinanzierte Immobilien investiert. Die darauffolgende Expansion der Finanz- und Bauwirtschaft führte zu einer Immobilienblase. Die Zahl der jährlich neu erbauten Wohnhäuser stieg von 33.600 (1996) auf über 93.000 (2006). Gleichzeitig stiegen die Preise im Landesdurchschnitt beinahe auf das Vierfache. Irland wurde zu einem der Länder mit der höchsten Wohneigentumsquote der Welt.

### Wirtschaftskrise von 2007 bis 2013
| Datum             | Fitch | S & P's | Moody’s | Quelle |
| ----------------- | ----- | ------- | ------- | ------ |
| 29. April 2010    |       | AA      |         | [ 42 ] |
| 2. Juli 2010      |       |         | Aa1     | [ 43 ] |
| 19. Juli 2010     | AA-   | AA      | Aa2     | [ 44 ] |
| 10. Oktober 2010  | A+    |         |         | [ 45 ] |
| 24. November 2010 |       | A       |         | [ 46 ] |
| 10. Dezember 2010 | BBB+  |         |         | [ 47 ] |
| 17. Dezember 2010 |       |         | Baa1    | [ 48 ] |
| 1. Februar 2011   |       | A-      |         | [ 49 ] |
| 1. April 2011     |       | BBB+    |         | [ 50 ] |
| 15. April 2011    |       |         | Baa3    | [ 51 ] |
| 13. Juli 2011     |       |         | Ba1     | [ 52 ] |
| 17. Januar 2014   |       |         | Baa3    | [ 53 ] |
| 17. Mai 2014      |       |         | Baa1    | [ 54 ] |
| 5. August 2014    | A-    |         |         | [ 55 ] |
| 5. Dezember 2014  |       | A       |         | [ 56 ] |
| 5. Juni 2015      |       | A+      |         | [ 57 ] |
| 14. Mai 2016      |       |         | A3      | [ 58 ] |
| 24. April 2018    | A+    |         | A2      | [ 59 ] |

Die Renditen für langfristige irische Staatsanleihen sind seit Mitte 2011 wieder deutlich zurückgegangen

Irland ist von der Weltfinanzkrise und der darauf folgenden Euro-Krise besonders hart betroffen, weil die lange Zeit erfolgreiche Immobilienwirtschaft und die Abhängigkeit von ausländischen Direktinvestitionen zu Belastungsfaktoren wurden. Durch die fallenden Immobilienpreise (2009: −20,7 Prozent auf 242.033 Euro) sind viele irische Haushalte überschuldet.
Die Summe der ausstehenden Kredite, Derivate und Hypothekendarlehen der kaum regulierten irischen Banken übersteigt das Bruttoinlandsprodukt beinahe um das Vierfache. Ende 2009 wurde die staatliche National Asset Management Agency (NAMA) als Bad Bank gegründet und übernahm bisher (Juni 2010) von den fünf teilnehmenden Unternehmen (Allied Irish Banks, Anglo Irish Bank, Bank of Ireland, Irish Nationwide Building Society und EBS Building Society) Verbindlichkeiten im Wert von 81 Milliarden Euro. Einige Unternehmen bekamen staatliche Garantien, andere Unternehmen staatliche Kapitalhilfen und im Gegenzug übernahm der Staat Aktien von ihnen. Die Anglo Irish Bank wurde sogar komplett verstaatlicht. Da der irische Staat sehr viel Geld zur finanziellen Stützung der irischen Banken und Bausparkassen aufwandte, stieg die Staatsverschuldung stark. Von 43,9 Prozent zum Jahresende 2008 stieg die Staatsverschuldung auf 64,0 Prozent zum Jahresende 2009 und soll voraussichtlich zum Jahresende 2010 etwa 83,9 Prozent betragen.
Die konservative irische Regierung unter Brian Cowen beschloss, gegen die massiv ansteigenden Staatsschulden eine Austeritätspolitik durchzuführen. Seit dem ersten Quartal 2008 befand sich Irland in einer Rezession, 2009 schrumpfte das BIP um 7,1 Prozent. Die Arbeitslosenquote lag Ende 2008 bei über 8 Prozent und stieg im Jahr 2010 auf über 13 Prozent, und die Zahl der Langzeitarbeitslosen (= länger als 1 Jahr ohne Arbeit) hat sich auf 5,3 Prozent mehr als verdoppelt. Außerdem befand sich Irland in einer Deflation. Im Oktober 2009 fielen die Preise gegenüber dem Vorjahresmonat um 4,4 Prozent.
Seit Anfang 2010 stufen die Ratingagenturen Irland nach und nach immer weiter herab. Die Schuldenlast Irlands belief sich Ende Juni 2010 auf insgesamt 731,2 Mrd. US$, davon 508,6 Mrd. US$ bei europäischen Gläubigern. Im vierten Quartal des Jahres 2010 kamen Gerüchte über eine drohende Zahlungsunfähigkeit Irlands und einen bevorstehenden Antrag auf EU-Hilfe auf, die von der irischen Regierung zunächst kategorisch zurückgewiesen wurden. Aufgrund der irischen Finanz- und Bankenkrise (insbesondere der Anglo Irish Bank) bat Ministerpräsident Brian Cowen am 21. November 2010 jedoch die Europäische Union und den Internationalen Währungsfonds um Hilfe. Die EU-Finanzminister beschlossen am 28. November 2010 ein dreijähriges Hilfspaket von 85 Milliarden Euro aus dem Europäischen Stabilitätsmechanismus, wovon Irland 12,5 Milliarden Euro aus den Reserven der staatlichen Rentenversicherung und 5 Milliarden aus Barreserven selber aufbrachte. Das Vereinigte Königreich (8 Mrd. EUR), Schweden (1 Mrd. EUR) und Dänemark boten bilaterale Finanzhilfen an. Es sollten sofort 10 Milliarden Euro zur Erhöhung des Eigenkapitals der Banken ausgegeben werden, und weitere 25 Milliarden Euro standen bereit. Die anderen 50 Milliarden waren für den Staatshaushalt vorgesehen, falls sie benötigt werden. Die irische Regierung beschloss auch weitere einschneidende Sparmaßnahmen: die Anhebung der Mehrwertsteuer, Kürzung von Sozialleistungen, Einsparungen im Öffentlichen Dienst und die Erhöhung von diversen Gebühren.
Im Verlauf der Eurokrise wurde der von Irland für die EU-Hilfen zu zahlende Zinssatz von anfangs 5,83 Prozent pro Jahr auf etwa 3,5 Prozent gesenkt und die Laufzeit der Anleihen auf 15 Jahre verlängert.
Nachdem Irland zuletzt im September 2010 am Kapitalmarkt aktiv war, tätigte Irland am 5. Juli 2012 erstmals wieder eine Anleihe über 500 Millionen Euro mit einer Laufzeit von 3 Monaten. Der durchschnittliche Zinssatz lag bei etwa 1,8 Prozent, etwas günstiger als vergleichbare spanische Anleihen.
Die irische Regierung von Enda Kenny gab als Termin für den Ausstieg aus dem Euro-Rettungsschirm den 15. Dezember 2013 an. Ab diesem Zeitpunkt sollte sich Irland wieder komplett selbst über den Kapitalmarkt finanzieren. Dieser Plan konnte auch erfolgreich umgesetzt werden. Die wirtschaftliche Erholung führte auch zu einer fiskalischen Konsolidierung, so dass im Budget für das Jahr 2015 wieder einige Ausgabensteigerungen möglich wurden.